# Alexandre (fils de Lysimaque)
Pour les articles homonymes, voir Alexandre et Alexandre de Macédoine.
Alexandre (en grec ancien Ἀλέξανδρος / Aléxandros) est le fils du Diadoque Lysimaque et d'une concubine ou épouse odryse, prénommée Macris, ou d'Amastris, une princesse perse. Il est prétendant au trône de Thrace de 279 à 277 av. J.-C.

## Biographie
Après le meurtre de son demi-frère  Agathocle sur ordre de leur père en 284, il s'enfuit en Asie avec sa veuve Lysandra et sollicite l'aide de Séleucos. Son intervention est à l'origine du conflit entre  Séleucos et Lysimaque qui se termine par la défaite et la mort de ce dernier à la bataille de Couroupédion en 281. Alexandre convoie ensuite le corps de son père à Lysimacheia pour l'ensevelir dans un tombeau situé entre Cardia et Pactya, où il se trouve encore à l'époque de Pausanias le Périégète quatre siècles plus tard,.

## Sources antiques
- Pausanias, Description de la Grèce [détail des éditions] [lire en ligne], I.